# Drambon
 Drambon  es una población y comuna francesa, en la región de Borgoña, departamento de Côte-d'Or, en el distrito de Dijon y cantón de Pontailler-sur-Saône.

## Demografía
| 98 | 104 | 80 | 79 | 112 | 139 |
| Para los censos de 1962 a 1999 la población legal corresponde a la población sin duplicidades (Fuente: INSEE [Consultar]) |     |    |    |     |     |